# L'Invisible Ennemi
Pour plus de détails, voir Fiche technique et Distribution.
L'Invisible Ennemi (An Unseen Enemy) est un court-métrage  américain muet et en noir et blanc, réalisé par D. W. Griffith, sorti en 1912.

## Synopsis
Deux sœurs orphelines regardent avec tristesse le fauteuil de leur père. Leur grand frère rentre avec l'argent de l'héritage et met une liasse de billets dans un coffre fort. Pendant qu'ils sortent de la maison, la gouvernante tente de trouver un moyen d'ouvrir le coffre et appelle au téléphone un homme.

## Fiche technique
- Titre : L'Invisible Ennemi
- Titre original : An Unseen Enemy
- Réalisation : D. W. Griffith
- Scénario : Edward Acker
- Photographie : Billy Bitzer
- Société de production et de distribution : Biograph Company
- Pays d'origine :  États-Unis
- Format : noir et blanc - film muet

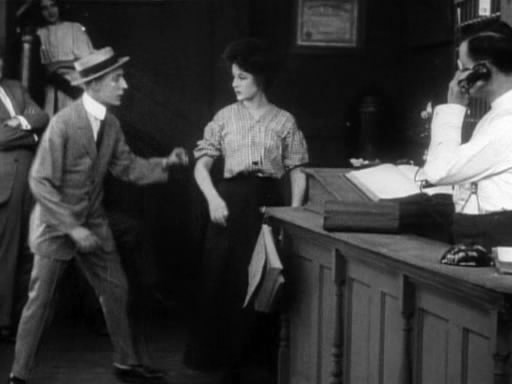
À gauche : Erich von Stroheim dans sa première apparition au cinéma.

- Genre : thriller
- Durée : 17 minutes
- Date de sortie : 9 septembre 1912
- Licence : Domaine public[1]

## Commentaire
Vraies sœurs dans la vie âgées respectivement de 14 et 19 ans au moment du tournage, Dorothy et Lillian Gish incarnent ici deux sœurs dans un film au thème en vogue à l'époque : le « sauvetage de la demoiselle en détresse », qu'illustre parfaitement le feuilleton cinématographique Les Périls de Pauline (1914). Pour accenteur le fait qu'elles sont sœurs, Lillian et Dorothy Gish portent dans le film des tenues et des coiffures identiques, et ont des gestes similaires
. Les deux autres films où les Gish jouent le rôle de sœurs sont : The Lady and the Mouse (1913) et Les Deux Orphelines (1922), tous deux tournés par D. Griffith.

## Distribution
- Lillian Gish : la sœur aînée
- Dorothy Gish : la sœur cadette
- Elmer Booth
- Robert Harron
- Harry Carey : le voleur
- Grace Henderson : la bonne souillon. L'"ennemi invisible"
- Walter Miller : un ami du frère
- Antonio Moreno : l'homme sur le pont faisant des signaux à l'auto
- Erich von Stroheim : danseur au chapeau
- Adolph Lestina
- Charles Hill Mailes